# Ruston (Waszyngton)
Ruston – miasto w Stanach Zjednoczonych, w stanie Waszyngton, w hrabstwie Pierce.